# La Grimace
Pour les articles homonymes, voir La Grimace (roman).
Pour plus de détails, voir Fiche technique et Distribution.
La Grimace est un court métrage réalisé par Bertrand Blier en 1966.

## Synopsis
Deux amis font un concours de grimaces, puis dissertent sur ce mode d'expression.

## Fiche technique
- Titre : La Grimace
- Réalisation : Bertrand Blier
- Scénario : Bertrand Blier
- Photographie : Raymond Lemoigne
- Genre : Court métrage comique
- Durée : 19 minutes

## Distribution
- Bernard Haller
- Jacques Perrin